# Splash and Bubbles
Splash and Bubbles là một bộ phim truyền hình hoạt hình giáo dục của Mỹ được tạo ra bởi PBS Kids. Splash and Bubbles đã trở thành một bộ phim thường xuyên vào năm 2016. Chương trình được thực hiện trên mạng truyền hình cáp PBS Kids có liên quan.